# Jean Sorel
Jean Sorel, nombre artístico de Jean  de Combault-Roquebrune (Marsella, Francia, 25 de septiembre de 1934), es un actor cinematográfico y televisivo francés.

## Biografía
Sorel nació en el seno de una noble y antigua familia francesa. Su padre, un marqués fundador de la revista Liberté, murió luchando contra los alemanes como paracaidista del ejército gaullista. En 1944 el pequeño Jean emigró de Marsella, poco antes de la ocupación alemana. Ya adolescente, empezó estudios para emprender la carrera diplomática en la École Normal Supérieure, pero los abandonó a favor de la actuación dramática, en abierta confrontación a los deseos de su madre. El amor por el escenario nació por casualidad, cuando fue llamado para sustituir en teatro a un actor amigo lesionado, y desde entonces no lo abandonó jamás. De 1956 a 1957, el actor luchó en la guerra de independencia de Argelia.
Jean Sorel hizo su debut en el cine en 1959 con el papel secundario de Elmer en J'irai cracher sur vos tombes (Escupiré sobre sus tumbas), una de las pocas películas dirigidas por el productor Michel Gast. Al año siguiente protagonizó Les lionceaux (Cachorros de león) de Jacques Bourdon, película que le confirió rápida notoriedad. La carrera de Sorel ha sido brillante, dirigido por directores prestigiosos, como Sidney Lumet, que le llamó en 1962 para interpretar al joven Rodolpho, en la versión fílmica de la obra teatral de Arthur Miller Panorama desde el puente; así como Luis Buñuel y Fred Zinnemann; pero fue sobre todo en Italia donde se convirtió en uno de los actores más solicitados, exponiéndolo en el ámbito internacional. Allí trabajó con importantes directores como Luchino Visconti, Alberto Lattuada, Dino Risi, Franco Brusati, Nanni Loy, Damiano Damiani, Mauro Bolognini, Lucio Fulci,  y Carlo Lizzani.
Fue considerado como el galán equivalente contemporáneo del actor Alain Delon, por su apariencia, estilo personal y estilo actoral, pero ambos nunca se cruzaron y desarrollaron carreras distintas. 
En 1965 fue llamado desde el set del filme de Visconti Vaghe stelle dell'Orsa... (conocido como Sandra o Atavismo impúdico en América Latina), cuando el actor Alain Delon renunció a participar por motivos económicos. El intento del productor de la película, Franco Cristaldi, era el de reunir, por cuestiones comerciales, a la pareja de otra película de Visconti, El Gatopardo, compuesta por Delon y Claudia Cardinale. Visconti debió conformarse con un sustituto, pero también Sorel se vio descartado de varias películas para las que había sido elegido, como  Diabolik de Mario Bava. Ese mismo año, el actor fue defendido por Giovanni Leone, famoso abogado penalista que llegaría a la Presidencia de la República, en una causa por obscenidad vinculada a una presunta escena de desnudo de Gina Lollobrigida, en realidad vestida con una malla color carne, en el episodio Monsignor Cupido de la película Las muñecas, dirigida por Bolognini.
Afortunadamente, en 1967 Buñuel lo seleccionó para interpretar al esposo de la protagonista de la película Belle de jour (Bella de día), interpretada por Catherine Deneuve, que constituyó su consagración definitiva. Más allá de sus participaciones en el cine de prestigio, Sorel no dejó de hacer incursiones en el cine de género, desde el policial (La polizia sta a guardare) al de terror (La corta notte delle bambole di vetro o La corta noche de las muñecas de vidrio), al thriller (El dulce cuerpo de Deborah, Una sobre la otra, Una lucertola con la pelle di donna o Una lagartija con piel de mujer), hasta las comedias ligeras (Bonnie e Clyde all'italiana).
Jean Sorel ha interpretado en dos ocasiones a personajes reales que murieron fusilados: primero, en 1962, fue un marinero livornés, fusilado por los alemanes en la película Le quattro giornate di Napoli (Los cuatro días de Nápoles) de Loy. Durante el rodaje, la actriz italiana y esposa del actor, Anna Maria Ferrero, se desmayó en el set por la impresión de la escena. Luego, en 1973, apareció como Jean Bastien-Thiry, ajusticiado en 1963 por ser jefe del comando de los terroristas franceses de la OAS que intentaron matar a Charles de Gaulle en Petit Clamart en 1962, en la película El día del chacal de Zinnemann.
En el transcurso del nuevo milenio Jean Sorel se ha dedicado al teatro en Italia (El cándido de Leonardo Sciascia con la dirección de Walter Manfrè; El individuo, la libertad y el perdón y Hegel lee a Dostoievski de Roberto Mordacci), y en años más recientes ha aparecido mayormente en producciones televisivas.
Jean Sorel vive en París. En 1961 contrajo matrimonio con Anna Maria Ferrero, a quien conoció en Roma, en una fiesta en casa del actor Pierre Brice. Los actores se mantuvieron unidos hasta la muerte de la actriz el 21 de mayo de 2018.

## Filmografía
- J'irai cracher sur vos tombes, dirección de Michel Gast (1959)
- I dolci inganni, dirección de Alberto Lattuada (1960)
- La giornata balorda, dirección de Mauro Bolognini (Un día de locura, 1960)
- Les lionceaux, dirección de Jacques Bourdon (1960)
- Vive Henri IV... vive l'amour!, dirección de Claude Autant-Lara (1961)
- Amélie ou le temps d'aimer, dirección de Michel Drach (1961)
- L'oro di Roma, dirección de Carlo Lizzani (1961)
- Vu du pont, dirección de Sidney Lumet (1962)
- Il disordine, dirección de Franco Brusati (1962)
- Julia, Du bist zauberhaft, dirección de Alfred Weidenmann (1962)
- Le quattro giornate di Napoli, dirección de Nanni Loy (1962)
- Un marito in condominio, dirección de Angelo Dorigo (1963)
- Hipnosis, dirección de Eugenio Martín (1963)
- Germinal, dirección de Yves Allégret (1963)
- Chair de poule, dirección de Julien Duvivier (1963)
- Amori pericolosi (1964), dirección de Alfredo Giannetti, Carlo Lizzani y Giulio Questi
- La ronde, dirección de Roger Vadim (1964)
- De l'amour, dirección de Jean Aurel (1964)
- Made in Italy (1965) (episodio La Donna)
- Le bambole (1965) (episodio Monsignor Cupido)
- Sandra (Vaghe stelle dell'Orsa), dirección de Luchino Visconti (1965)
- Le fate (1966) (episodio Fata Elena)
- L'ombrellone, dirección de Dino Risi (1966)
- L'uomo che ride, dirección de Sergio Corbucci (1966)
- Belle de jour, dirección de Luis Buñuel (1967)
- Fai in fretta ad uccidermi... ho freddo!, dirección de Francesco Maselli (1967)
- I protagonisti, dirección de Marcello Fondato (1968)
- Una ragazza piuttosto complicata, dirección de Damiano Damiani (1968)
- Il dolce corpo di Deborah, dirección de Romolo Guerrieri (1968)
- Adélaïde (1968)
- L'età del malessere, dirección de Giuliano Biagetti (1969)
- L'amica, dirección de Alberto Lattuada (1969)
- Model Shop (1969)
- Una sull'altra, dirección de Lucio Fulci (1969)
- Uccidete il vitello grasso e arrostitelo, dirección de Salvatore Samperi (1969)
- Paranoia, dirección de Umberto Lenzi (1970)
- No desearás al vecino del quinto, dirección de Ramón Fernández (1970)
- El ojo del huracán, dirección de José María Forqué (1971)
- La controfigura, dirección de Romolo Guerrieri (1971)
- Una lucertola con la pelle di donna, dirección de Lucio Fulci (1971)
- La corta notte delle bambole di vetro, dirección de Aldo Lado (1972)
- Mil millones para una rubia, dirección de Pedro Lazaga (1972)
- Behold a Pale Horse, dirección de Fred Zinnemann (1973)
- Trader Horn - Il cacciatore bianco (Trader Horn), dirección de Reza Badiyi (1973)
- Una gota de sangre para morir amando (conocida también como I vizi morbosi di una giovane infermiera), dirección de Eloy de la Iglesia (1973)
- La polizia sta a guardare, dirección de Roberto Infascelli (1973)
- La profanazione, dirección de Tiziano Longo (1974)
- Une vieille maîtresse, dirección de Jacques Trébuta (1975, telefilm)
- La muerte ronda a Mónica, dirección de Ramón Fernández (1976)
- Les Enfants du placard, dirección de Benoît Jacquot (1977)
- L'Affaire Suisse, dirección de Max Peter Ammann (1978)
- Der Mann im Schilf, dirección de Manfred Purzer (1978)
- Les Sœurs Brontë, dirección de André Téchiné (1979)
- La naissance du jour, dirección de Jacques Demy (1980, telefilm)
- Quatre femmes, quatre vies: La belle alliance, dirección de Renaud de Dancourt (1981) (TV)
- Les ailes de la colombe), dirección de Benoît Jacquot (1981)
- Aimée, dirección de Joël Farges (1981)
- Cinéma 16 (serie de televisión, episodio "Une mère russe, dirección de Michel Mitrani, 1981)
- Le Cercle fermé, dirección de Philippe Ducrest (1982, telefilm)
- La Démobilisation générale, dirección de Hervé Bromberger (1982, telefilm)
- Bonnie e Clyde all'italiana, dirección de Steno (1983)
- Par ordre du Roy, dirección de Michel Mitrani (1983, telefilm): Marqués de Ganges (episodio La marquise des Anges)
- Elisabeth, dirección de Pierre-Jean de San Bartolomé (1985) - Cortometraje
- Aspern, dirección de Eduardo de Gregorio (1985)
- L'Herbe rouge, dirección de Pierre Kast (1985, telefilm)
- Rosa la rose, fille publique, dirección de Paul Vecchiali (1985)
- Affari di famiglia, dirección de Marcello Fondato (1986) (TV)
- Il burbero, dirección de Castellano y Pipolo (1986)
- Le clan, dirección de Claude Barma (1988, miniserie)
- Le crépuscule des loups, dirección de Jean Chapot (1988, telefilm)
- Casablanca Express, dirección de Sergio Martino (1989)
- Come una mamma, dirección de Vittorio Sindoni (1990) (TV)
- Un piede in paradiso, dirección de Enzo Barboni (1991)
- Miliardi, dirección de Carlo Vanzina (1991)
- Prigioniera di una vendetta, dirección de Vittorio Sindoni y Jeannot Szwarc (1993, miniserie)
- Il prezzo della vita, dirección de Stefano Reali (1993) (TV)
- La scalata, dirección de Vittorio Sindoni (1993, miniserie)
- Les yeux d'Hélène, dirección de Jean Sagols (1994, serie de televisión)
- Butterfly, dirección de Tonino Cervi (1995, miniserie)
- Fils unique, dirección de Philippe Landoulsi (1995, cortometraje)
- Dove comincia il sole, dirección de Rodolfo Roberti (1997, serie de televisión)
- Mamma per caso, dirección de Sergio Martino (1997, miniserie)
- Deserto di fuoco, dirección de Enzo G. Castellari (1997, miniserie)
- À nous deux la vie, dirección de Alain Nahum (1998, telefilm)
- Tout va bien c'est Noël!, dirección de Laurent Dussaux (2001, telefilm)
- I colori della vita, dirección de Stefano Reali (2005, telefilm)
- L'ultimo Pulcinella, dirección de Maurizio Scaparro (2008)
- Una buona stagione, dirección de Gianni Lepre y Fabio Jephcott (2014, miniserie)

## Teatro
- 1984: Alice par de obscurs chemins. (Dirección de Roger Planchon)
- 2001: Cándido ovvero... de Leonardo Sciascia. (Reducción y adaptación de Ghigo De Clara, dirección de Walter Manfrè)
- 2006: El individuo, la libertad y el perdón. Hegel lee Dostoeivski. Páginas del alma europea. Ensayos de lecturas. (Dirección de Roberto Mordacci)

## Dobladores al italiano
- Renzo Palmer en: L'ombrellone
- Máximo Turci en: Vaghe stelle dell'Orsa (Atavismo impúdico), Las hadas, El hombre que ríe (para el rol de Astorre), Las muñecas, Un día de locura
- Renato Izzo en: Los protagonistas, El día del chacal
- Michele Kalamera en: Una chica bastante complicada, La amiga
- Cesare Barbetti en: El oro de Roma, Paranoia
- Pino Locchi en: El dulce cuerpo de Deborah, La policía está mirando, El hombre que ríe (para el rol de Ángel)
- Giorgio Piazza en: Una sobre la otra
- Pino Colizzi en: La zorra de la cola de terciopelo, Una lagartija con piel de mujer, Un pie en el paraíso
- Luciano Melani en: La suplente, Bella de día
- Giancarlo Maestri en: La corta noche de las muñecas de vidrio
- Emilio Cappuccio en: El hosco
- Giuliano Giacomelli en: Casablanca Express